# István Joós
István Joós, född den 27 mars 1953 i Győr, Ungern, är en ungersk kanotist.
Han tog OS-silver i K-2 1000 meter i samband med de olympiska kanottävlingarna 1980 i Moskva.